# DeSoto (Texas)
DeSoto è un comune (city) degli Stati Uniti d'America della contea di Dallas nello Stato del Texas. La popolazione era di 49 047 abitanti al censimento del 2010. DeSoto è un sobborgo di Dallas e fa parte dell'area nota come Best Southwest, che comprende DeSoto, Cedar Hill, Duncanville e Lancaster.

## Geografia fisica
Secondo lo United States Census Bureau, la città ha una superficie totale di 56,09 km², dei quali 55,99 km² di territorio e 0,1 km² di acque interne (0,17% del totale).

## Società

### Evoluzione demografica
Secondo il censimento del 2010, la popolazione era di 49 047 abitanti.

### Etnie e minoranze straniere
Secondo il censimento del 2010, la composizione etnica della città era formata dal 23,16% di bianchi, il 68,6% di afroamericani, lo 0,41% di nativi americani, lo 0,93% di asiatici, lo 0,04% di oceanici, il 4,96% di altre razze, e l'1,9% di due o più etnie. Ispanici o latinos di qualunque razza erano il 12,06% della popolazione.